# Wilhelmine von Lichtenau
Wilhelmine von Lichtenau, nacida Wilhelmine Enke (Potsdam, 29 de diciembre de 1753-Berlín, 9 de junio de 1820) fue la amante oficial del rey Federico Guillermo II de Prusia de 1769 a 1797, el rey la recompensó con un título nobiliario. Se considera que fue políticamente activa e influyente en la política de Prusia durante el reinado de Ferderico.

## Biografía
Su padre, Johann Elias Enke, era un músico de cámara al servicio del rey Federico II de Prusia, por lo que Wilhelmine conoció al príncipe Federico Guillermo en 1764. El rey prefirió que el príncipe mantuviera una relación con ella en lugar de que estuviera teniendo diferentes relaciones con mujeres extranjeras, así, en 1769 se convirtió en la amante oficial del príncipe heredero. La pareja tuvo cinco hijos, de los cuales solo dos sobrevivieron a la edad adulta.
En 1782, Federico Guillermo realizó arreglos para que se casara con su consejero Johann Friedrich Rietz, pero la relación entre Guillermina y Federico Guillermo continuó. Existe controversia acerca de que Wilhelmine colaboró con Johann Rudolph von Bischoffswerder y Johann Christoph von Wöllner para mantener al monarca bajo control. Wilhelmine recibió el título de condesa de Lichtenau en 1794, pero no se hizo público hasta 1796. Federico Guillermo falleció en 1797 y después de su muerte Wilhelmine fue mantenida tres años bajo arresto domiciliario y posteriormente desterrada y sus bienes confiscados, aunque le fue concedida una pensión. De 1802 a 1806, se casó con el cantante Franz Ignaz Holbein, conocido como «Fontano», 26 años más joven que ella, en Breslavia (ahora en Polonia y renombrado como Wroclaw). En 1811, Napoleón le permitió volver a Berlín

## Legado
Wilhelmine, conocida popularmente como «la hermosa Wilhelmine», está estrechamente relacionada con el Palacio de mármol en Potsdam. Como amante oficial de Federico Guillermo II tuvo gran influencia en la decoración interior del palacio. Siguiendo los planes de Michael Philipp Boumann, Wilhelmine mando construir en el Jardín Nuevo de Potsdam una casa de estilo clasicista temprano llamada Palacio de Lichtenau, aunque nunca vivió ahí.